# Gotvand (shahrestan)
Gotvand (persiska: شهرستان گتوند, گتوند) är en delprovins (shahrestan) i Iran.   Den ligger i provinsen Khuzestan, i den centrala delen av landet, 500 km sydväst om huvudstaden Teheran.
Delprovinsen hade 65 468 invånare 2016.